# Мастрамичи ди Сото (Беневенто)
Мастрамичи ди Сото је насеље у Италији у округу Беневенто, региону Кампанија.
Према процени из 2011. у насељу је живело 28 становника. Насеље се налази на надморској висини од 873 м.